# Rubus limitis
Rubus limitis är en rosväxtart som beskrevs av G. Matzke-hajek och H. Grossheim. Rubus limitis ingår i släktet rubusar, och familjen rosväxter. Inga underarter finns listade i Catalogue of Life.